# Ponte Monivong
Il ponte Monivong attraversa il fiume Bassac nella parte meridionale di Phnom Penh. È molto trafficato, in quanto costituisce l'ingresso alla città dalle province orientali e dal Vietnam, tramite la Strada Nazionale N.1. Inoltre al suo termine occidentale dà origine al Monivong Boulevard che forma un importante incrocio con la Strada Nazionale N.2, che a nord di esso diventa il Norodom Boulevard, una delle arterie principali della capitale.
Il ponte originale in ferro fu costruito nel 1929, durante il regno di Sisowath Monivong. Fu dismesso negli anni Sessanta e sostituito da un ponte in cemento. Il 27 maggio 2009 è stato inaugurato il nuovo ponte Preah Monivong, una replica dell'esistente costruito 30 m più a sud, nel tentativo di alleviare la congestione del traffico.
In prossimità del lato orientale del ponte si trova il mercato di Chbar Ampeou.